# Agrioglypta enneactis
Agrioglypta enneactis là một loài bướm đêm trong họ Crambidae.